# Giovanni Francesco Susini
 Giovanni Francesco Susini (aussi transcrit Gianfrancesco Susini) est un artisan sculpteur maniériste  florentin du XVIIe siècle. Il travaille le bronze et la pierre.

## Biographie
Giovanni Francesco Susini est formé auprès de l’atelier Jean Bologne à Florence et travaille aussi avec son oncle, Antonio Susini. Susini travaille pour le compte des Medicis. Il signe certaines de ses œuvres « IO. FR. SUSINI-FLOR ». 